# Luria isabella
Luria isabella – gatunek porcelanki. Osiąga od 11 do 54 mm, zazwyczaj ok. 30–35 mm. Jest jedną z najbardziej pospolitych porcelanek, posiadającą dość specyficzną muszlę – glazura jest w kolorach od jasnopiaskowego po delikatny pomarańczowy. U większości osobników konchę zdobią cieńsze lub grubsze pionowe, nieregularne paski i kropki.

## Występowanie
Porcelanka Luria isabella jest bardzo rozpowszechniona – zasiedliła praktycznie cały obszar indopacyficzny aż po wybrzeże Ameryki.